# Пески (Кобринский район)
Пе́ски (бел. Пескі) — агрогородок в Кобринском районе Брестской области Белоруссии. Входит в состав Хидринского сельсовета.
По данным на 1 января 2016 года население составило 603 человека в 237 домохозяйствах.
В агрогородке расположены почтовое отделение, средняя школа, Дом культуры, амбулатория и магазин.

## География
Агрогородок расположен на южном берегу реки Мухавец, в 8 км к западу от города и станции Кобрин, в 37 км к востоку от Бреста, на автодороге М1 Брест-Минск.
На 2012 год площадь населённого пункта составила 1,38 км² (138,06 га).

## История
Населённый пункт известен с 1563 года как урочище Черевачицкого двора Песак. В разное время население составляло:
- 1999 год: 246 хозяйств, 744 человек
- 2009 год: 666 человек
- 2016 год[2]: 237 хозяйств, 603 человека
- 2019 год[1]: 540 человек

## Культура
- Музей ГУО "Песковская средняя школа"

## Достопримечательность
- Памятник землякам, погибшим в годы Великой Отечественной войны
- Братская могила воинов и партизан
- "Каменное ложе" — камень, который по своей форме напоминает кровать. Раньше камень располагался в парке у старой вековой лиственницы. Сейчас же его перенесли в живописное место между причудливо изогнутыми стволами липы. Говорят, на этом камне отдыхала ехавшая в Варшаву российская императрица Екатерина II. Еще есть легенда, что на валуне паны Молочевские пороли провинившихся крестьян. Впрочем, обе истории — лишь догадки, скорее всего камень, принесенный на Кобринщину ледником, приобрел форму кровати естественным образом.
- Агроусадьба, хозяйка которой предлагает своим гостям прокатиться на настоящем драккаре. Этот тип судов скандинавы использовали, чтобы перемещаться по рекам вдоль знаменитого торгового пути, который назывался «из варяг в греки». Один из его вариантов как раз и проходил по Мухавцу.

## Галерея

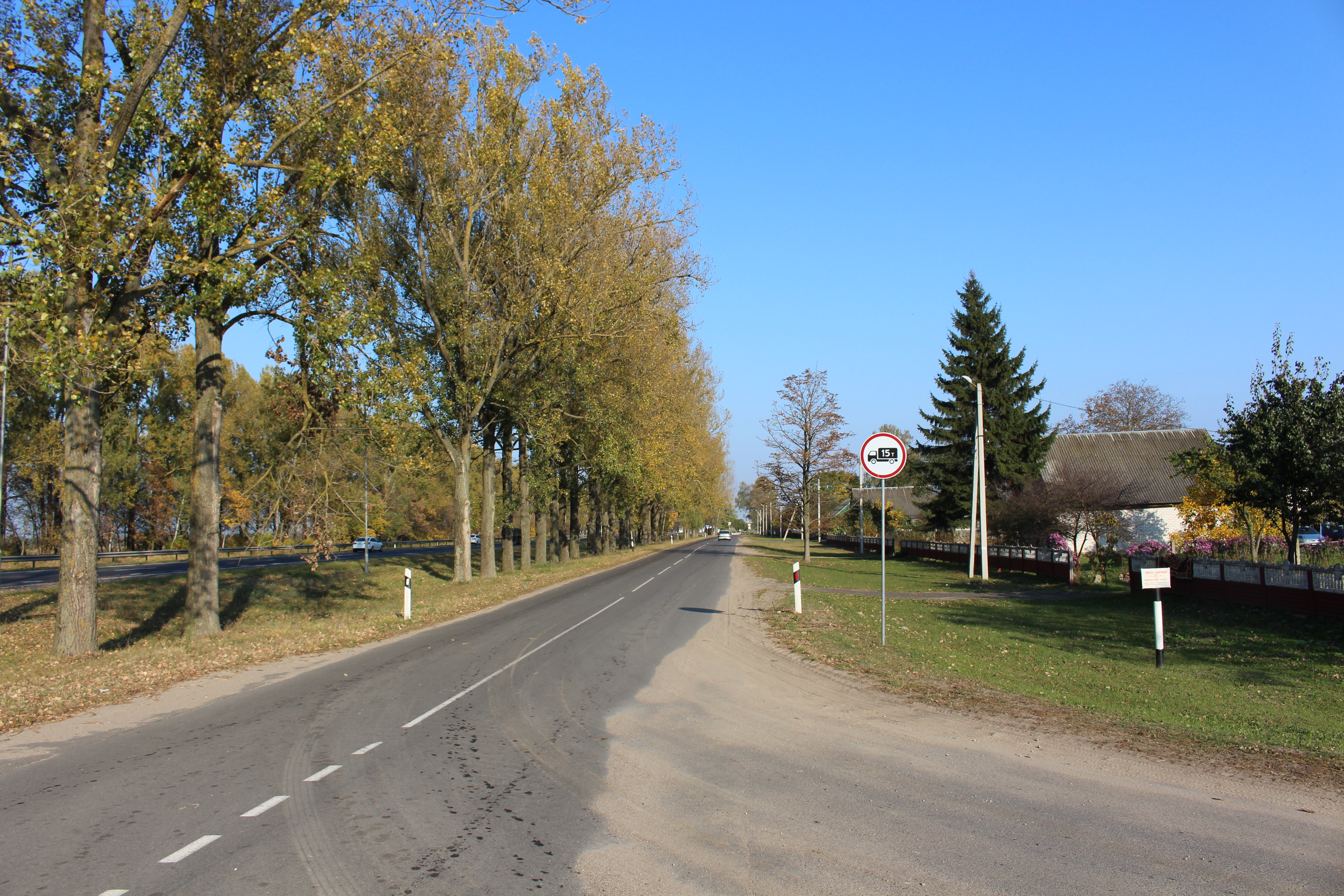
Автодорога М-1 около Пески
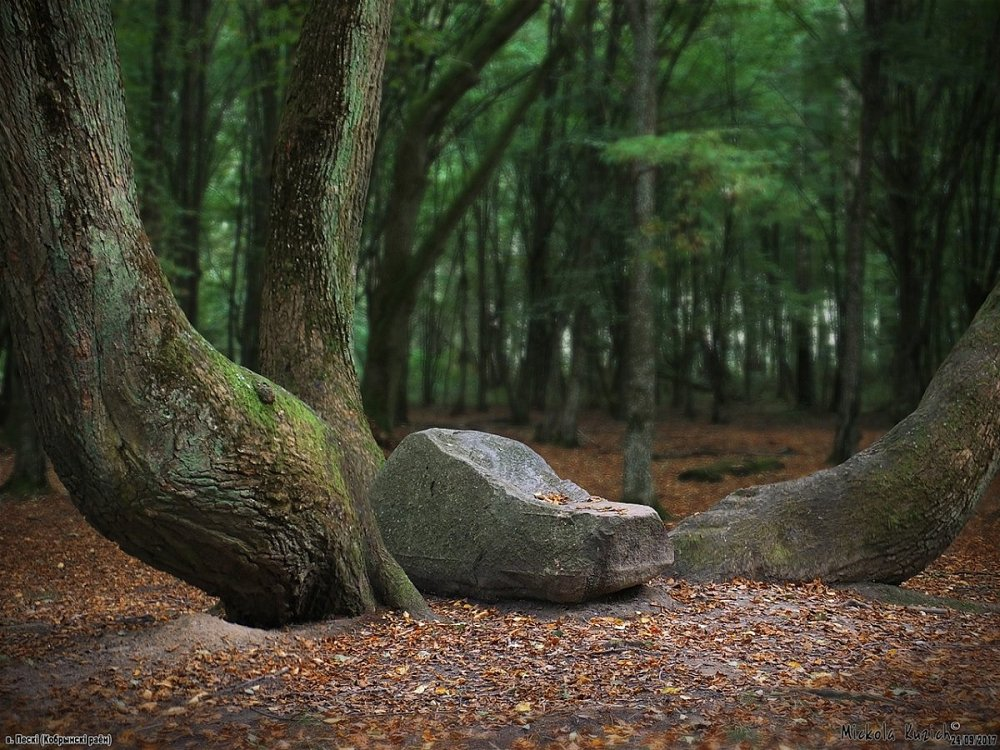
Каменное ложе
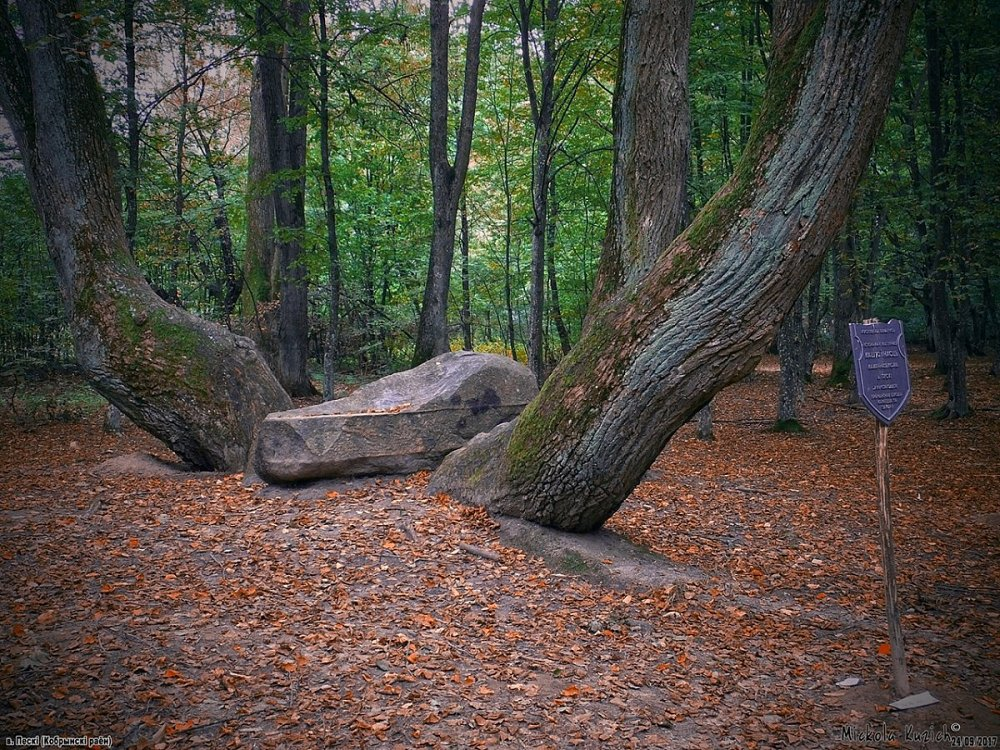
Каменное ложе